# Ponte Jacques-Chaban-Delmas
Il ponte Jacques-Chaban-Delmas o ponte Bacalan-Bastide è un ponte sul fiume Garonna a Bordeaux. È un ponte mobile a sollevamento verticale. Inaugurato nel 2012, è stato dedicato a Jacques Chaban-Delmas, primo ministro francese dal 1969 al 1972 e sindaco di Bordeaux per quasi 50 anni, dal 1947 al 1995. Il nome Bacalan-Bastide invece deriva dal fatto che collega le banchine Bacalan e Bestide sulle due rive della Garonna.

## Storia

### Il progetto
Nel 2002 il comune di Bordeaux aprì un bando per la realizzazione di un ponte che favorisse la mobilità urbana collegando le due rive della Garonna all'altezza della banchine Bacalan e Bestide. Il nuovo ponte avrebbe dovuto essere realizzato in modo da permettere il passaggio sotto di esso anche alle navi di grandi dimensioni. Il bando prevedeva la tipologia contrattuale "conception-réalisation", in base alla quale le imprese che si candidavano alla realizzazione avrebbero dovuto fornire anche il progetto architettonico e strutturale.
Dei cinque progetti partecipanti è risultato vincitore quello proposto dalla società di costruzioni Grands travaux de Marseille GTM in associazione con lo studio architettonico Lavigne-Cheron e con lo studio di ingegneria EGIS - JMI (Jean Muller International). Il progetto architettonico è stato realizzato da Christophe Cheron, da Charles Lavigne (uno degli architetti del Ponte di Normandia) e da suo figlio Thomas Lavigne. Tra gli ingegneri strutturali vi era Michel Virlogeux, già progettista di altri celebri ponti come il Ponte di Normandia, il Viadotto di Millau e il Ponte Vasco da Gama in Portogallo.

### La realizzazione

Il ponte in costruzione nell'agosto 2012

I lavori sono ufficialmente iniziati nell'ottobre 2009 e la cerimonia della posa della prima pietra ha avuto luogo il 9 dicembre dello stesso anno. I lavori di costruzione sono stati portati avanti da una associazione di imprese tra Grands travaux de Marseille, Vinci Construction Grands Projets e l'italiana Cimolai.
Tra giugno e dicembre 2010 sono state costruite le fondamenta dei piloni e le isole protettive intorno ad esse. Sono state realizzate tramite dei cassoni in calcestruzzo lunghe 44 metri, alte 18 e larghe 16,50 costruite nel vicino comune di Bassens e trasportate in posizione facendole galleggiare sul fiume trainate da rimorchiatori.
A maggio 2011 è iniziata la costruzione in loco dei quattro grandi piloni che permettono l'innalzamento della campata centrale. Le sezioni dell'impalcato sono state invece realizzate in struttura metallica nei cantieri di Cimolai a San Giorgio di Nogaro e trasportate a Bordeaux con delle chiatte attraversando il Mare Adriatico, il Mar Mediterraneo  lo Stretto di Gibilterra, l'Oceano Atlantico, il Golfo di Biscaglia e l'estuario della Gironda. Ogni viaggio è durato mediamente 20-25 giorni di navigazione.
La sezione centrale dell'impalcato è stata posizionata il 23 ottobre 2012 e nel dicembre dello stesso anno sono state svolte le prove di carico sulla struttura. Il 31 dicembre 2012 per la prima volta è stato messo in funzione l'impianto di illuminazione dei piloni del ponte.
Il ponte è stato inaugurato il 17 marzo 2013 alla presenza del presidente François Hollande e aperto al traffico il giorno successivo.
La sua realizzazione è costata 156 milioni di euro, in gran parte coperti dalla città di Bordeaux con 105,27 milioni di euro. Il resto della somma è stato pagato dallo stato francese (18,29 milioni di euro), dal dipartimento della Gironda (18 milioni di euro) e della regione della Nuova Aquitania (15,24 milioni di euro).

## Descrizione

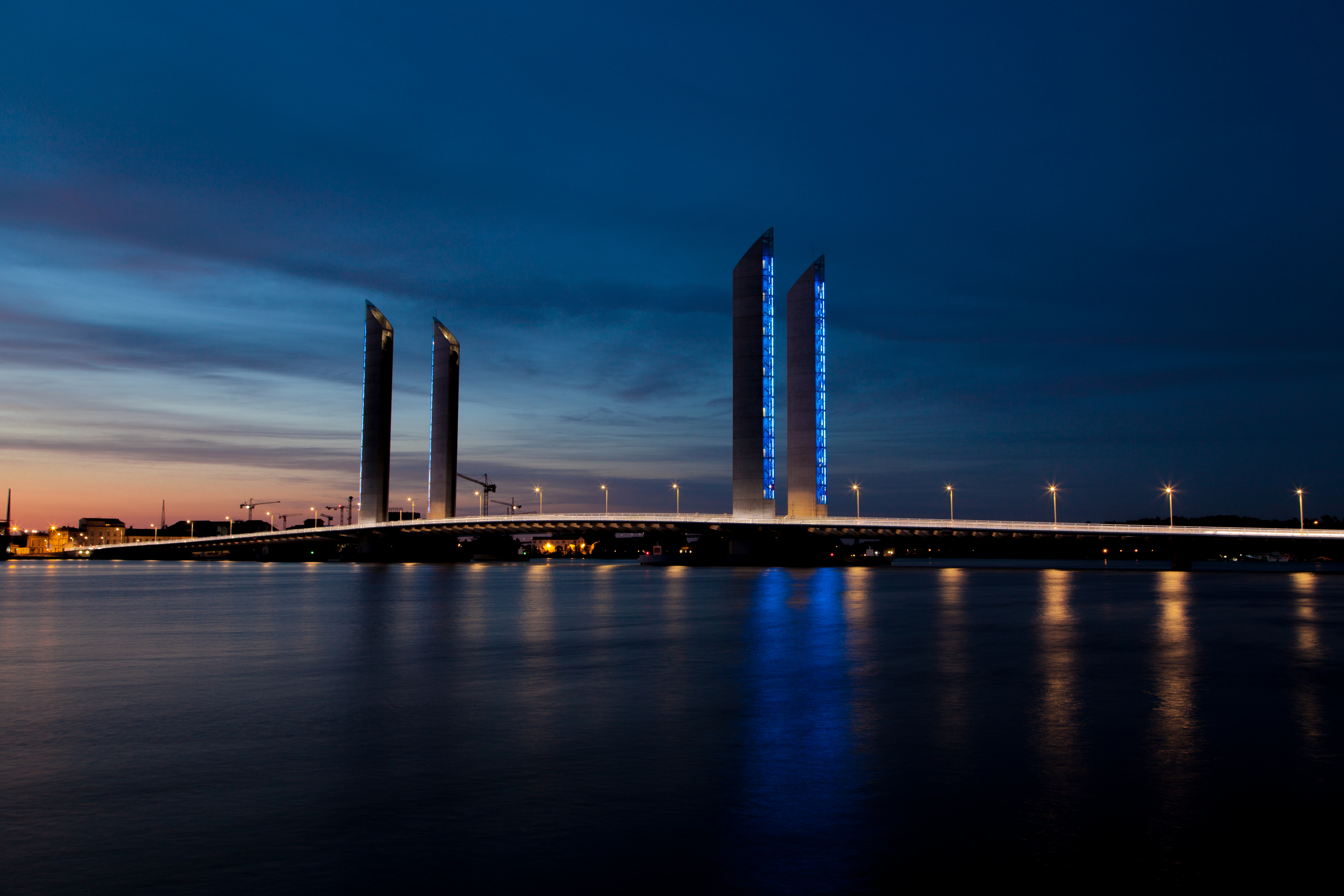
Il ponte illuminato durante la notte

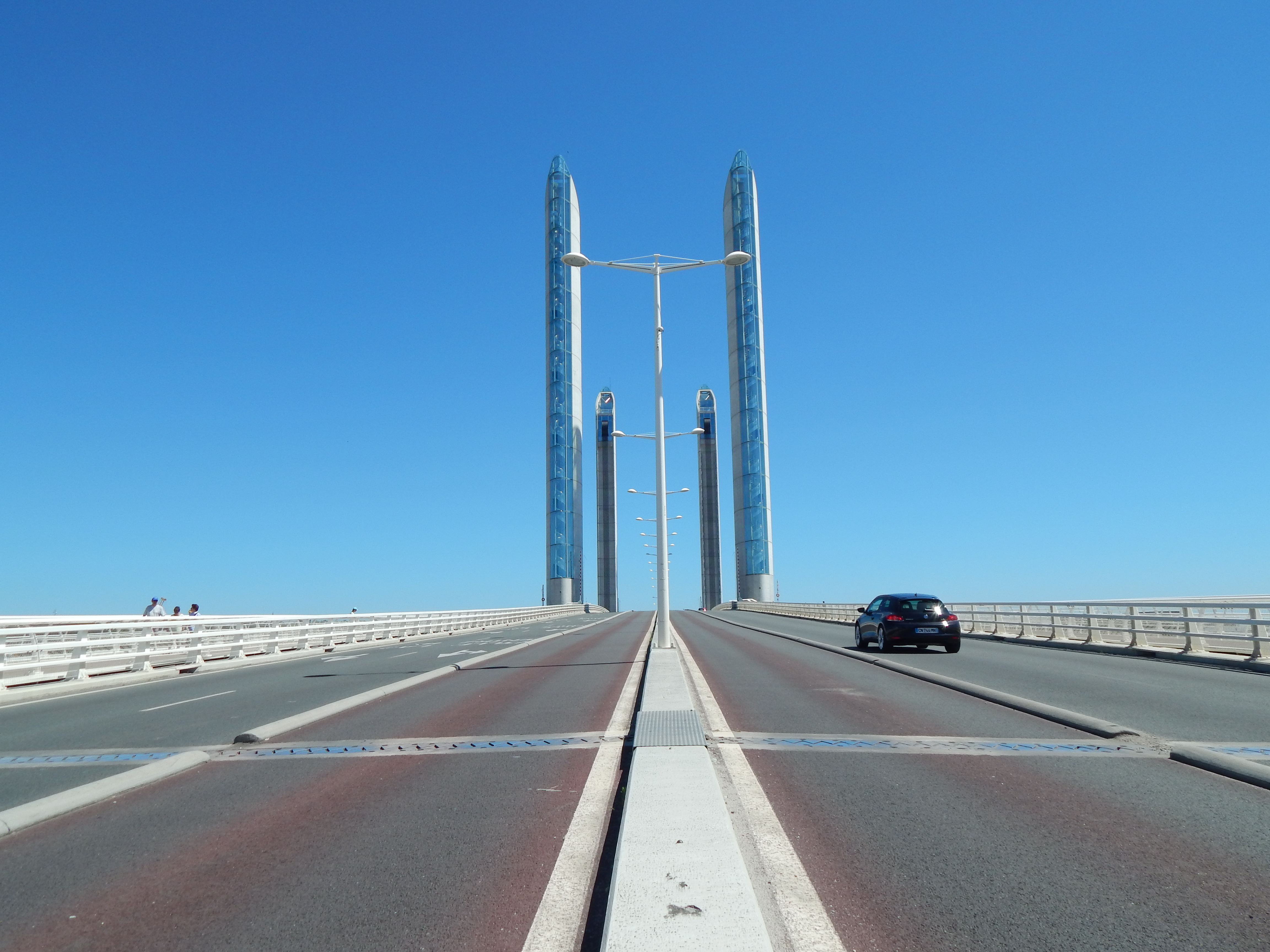
Le carreggiate del ponte

Il ponte attraversa la Garonna al centro della città di Bordeaux, tra il Pont de pierre e il Pont d'Aquitaine. Ha una struttura mista in calcestruzzo armato e acciaio ed è lungo complessivamente 575 metri comprese le rampe di accesso e 433 metri il ponte vero e proprio. È composto da cinque campate di cui quella centrale, lunga 117 metri, in grado di sollevarsi fino a 53 metri al di sopra del livello del fiume. Le campate laterali invece sono lunghe rispettivamente 62,5 e 71,2 metri verso la riva sinistra e 81,3 e 78,5 metri verso la riva destra.
Ai lati della campata centrale si trovano 4 grandi piloni in acciaio alti quasi 80 metri all'interno dei quali si trova il meccanismo di sollevamento della campata. La sezione mobile pesa 2750 tonnellate e impiega complessivamente 11 minuti per alzarsi e altrettanti per tornare in posizione. La base dei piloni è protetta da ampi cassoni in calcestruzzo armato.
L'impalcato è realizzato in acciaio e ha una larghezza variabile tra i 32 e i 45 metri. La larghezza utile è di circa 21 metri e ospita due corsie per il trasporto pubblico e quattro corsie, due per senso di marcia, destinate al traffico veicolare. La parte di impalcato esterna ai piloni ospita invece piste ciclabili e pedonali.
Il ponte ha una capacità massima di circa 43.000 veicoli al giorno e nel 2017 è stato attraversato mediamente da 28.000 veicoli e 1.800 ciclisti. La campata centrale può essere alzata per permettere a navi da crociera e militari di raggiungere il centro della città e inizialmente si prevedevano circa 60 aperture l'anno. Il numero effettivo di aperture è però cresciuto nel corso degli anni arrivando a 114 nel 2017, causandone la chiusura al traffico per oltre 70 ore durante il corso dell'anno.